# Anteros chontal
Anteros chontal är en fjärilsart som beskrevs av De la Maza 1976. Anteros chontal ingår i släktet Anteros och familjen Riodinidae. Inga underarter finns listade i Catalogue of Life.